# Le Cavalier perdu
Le Cavalier perdu est le quatrième album de la série de bande dessinée Blueberry de Jean-Michel Charlier (scénario) et Jean Giraud (dessin). Publié en album pour la première fois en 1968, il a été réédité en 1994 à la suite d'une nouvelle mise en couleurs de Claudine Blanc-Dumont. C'est le quatrième du cycle des premières guerres indiennes (cinq tomes).

## Résumés

### Court
Blueberry parvient à libérer Graig des mains de Quanah, alors qu'il apportait une autorisation de négocier la paix. Par la suite, Blueberry demande de l'aide à MacClure, un prospecteur à la moralité discutable, et à Crowe, un métis qui entretient des relations avec Cochise. En plus d'affronter Quanah, ils devront se mesurer à des trafiquants d'armes mexicains et à des jayhawkers.

### Détaillé
À Camp Bowie, Miss Dickson rabroue Blueberry, car elle croit Graig en danger et c'est Blueberry qui l'aurait incité à agir ainsi. Il lui explique que Graig veut obtenir du président des États-Unis la permission de négocier une trêve, évitant ainsi plusieurs massacres. Au même moment, Graig est capturé par un petit contingent apache mené par Quanah. Il est soumis à demi-nu aux rayons du Soleil, méthode courante de torture apache.
À la suite du retour de l'un des chevaux de Graig, fou de terreur, les gens de camp Bowie craignent le pire pour Graig. Miss Dickson dispute à nouveau Blueberry, ce qui incite ce dernier à obtenir du général Crook la permission de tenter de retrouver Graig et, surtout, le télégramme qu'il rapportait. Blueberry peut quitter le camp, mais le général Crook le met en garde : l'armée lèvera le camp à minuit pour attaquer les Apaches menés par Cochise.
De son côté, Graig, refusant de parler, s'expose à une nouvelle torture : des fourmis rouges carnivores sont attirées vers son corps placé en terre. Dans le but d'amadouer Quanah, Graig révèle la teneur probable du message crypté qu'il ramène : le président des États-Unis accepte qu'une négociation soit entreprise pour mettre fin à la guerre. Quanah, content, chiffonne et jette par terre le papier du télégramme, car il souhaite ardemment la guerre.

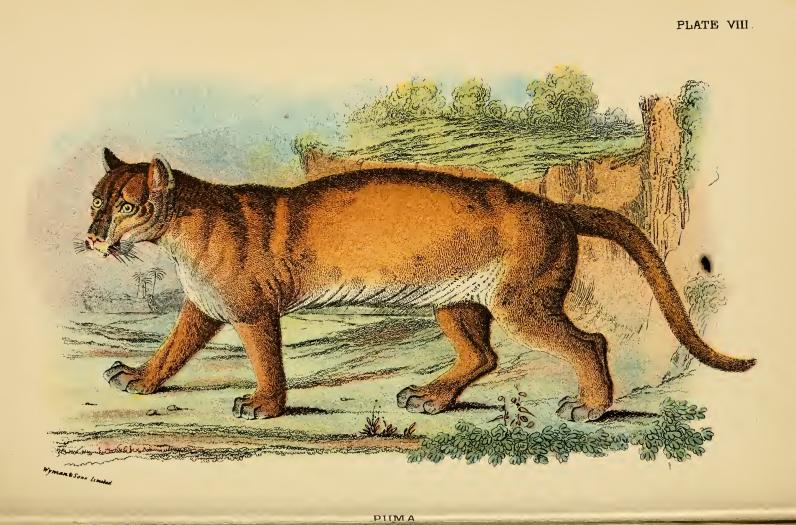
Felis concolor. Dessin tiré de.

Blueberry retrouve Graig, mais ne peut attaquer le contingent apache. La chance le sert, car un puma attaque les mustangs et plusieurs Apaches poursuivent l'animal dans le but de le tuer. Profitant de sa chance, Blueberry libère Graig, fiévreux, récupère le papier chiffonné et assomme un Apache resté au campement.
Blueberry s'enfuit avec Graig sur un seul cheval, mais sait qu'il devra bientôt affronter les Apaches partis chasser le puma. Profitant de la géologie du terrain, il imite les traces laissées par plusieurs soldats à cheval venus à sa rencontre. Sa ruse réussit, car les Apaches abandonnent la poursuite, mais il ne pourra atteindre camp Bowie avant le départ de l'armée du général Crook.
Au moment où le général Crook veut lancer son armée, Jim MacClure, un prospecteur et un aventurier qui connait bien les indiens du coin, vient le voir et lui annonce que les Apaches sont plus rusés que les guetteurs de Crook : il n'y a plus qu'une poignée d'Apaches dans la sierra Mongollon et Cochise forge probablement des plans pour attaquer l'armée à un endroit inattendu. Crook décide de remettre le départ de l'armée, ce qui permet à Blueberry de lui remettre le télégramme.
Plus tard, Blueberry décide de retrouver Crowe, un métis qui l'a aidé à sauver le jeune Stanton (voir Tonnerre à l'ouest et L'Aigle solitaire). Il croit que Crowe pourra faciliter les négociations avec Cochise. Le général Crook lui suggère de s'allier à MacClure. Blueberry convainc MacClure de l'aider à retrouver Crowe, malgré le danger apache. Ils quittent dans la nuit pour éviter d'être repérés.
Malgré les inquiétudes de Blueberry, les deux circulent sans souci pendant trois jours à travers le territoire surveillé par les Apaches. Alors qu'ils discutent de l'absence supposée d'Apaches, des indiens les interceptent et les menacent de mort. MacClure et Blueberry leur font croire qu'ils veulent vendre des armes à feu et les Apaches fêtent cet évènement en buvant de l'alcool apporté par MacClure.
Cependant, un narcotique est mélangé à l'alcool. Blueberry, en compagnie de MacClure endormi, en profite pour s'éloigner des Apaches. Alors que des indiens sont à leur poursuite, ils atteignent une passe, ce qui leur permet de mettre au point un piège destiné à tromper les indiens sur leur nombre.

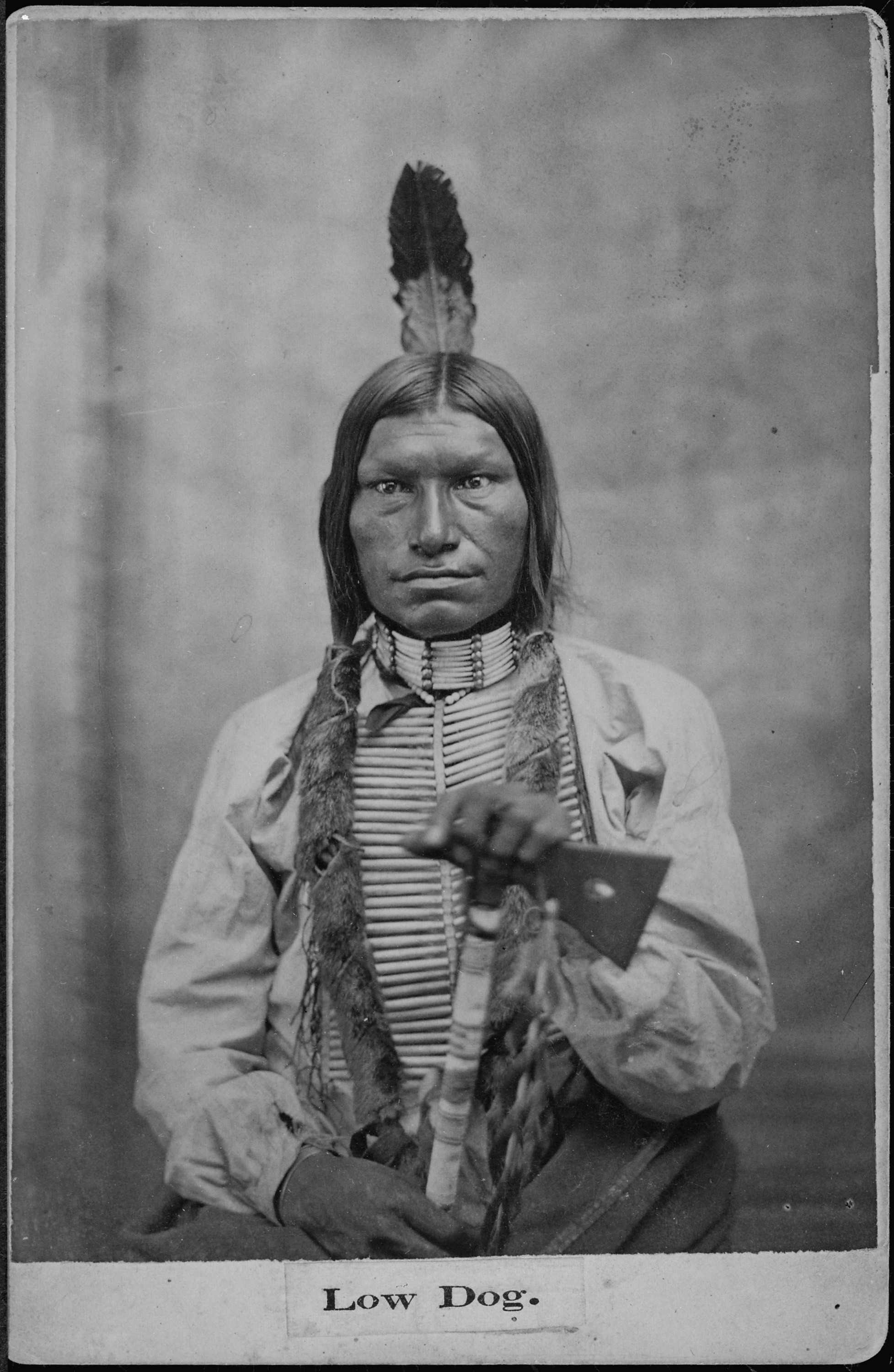
L'amérindien Low Dog tient un tomahawk. Photo prise entre 1881 et 1885, collection du NARA.

Blueberry entre en contact avec Charriba, un chef indien qui offre l'hospitalité à Crowe. Rendu au village indien, Blueberry fait face malgré lui à Quanah, qui affirme que Blueberry veut tuer Cochise. MacClure et Blueberry sont attachés à un poteau de torture : Quanah veut les tuer en brisant leur crâne à l'aide d'un tomahawk.
Crowe, mal renseigné sur la direction d'où venait Blueberry, survient à temps pour empêcher sa mort. Il obtient l'immunité de ce dernier auprès de Charriba. De plus, il empêche Quanah de tuer Blueberry au revolver. Quanah n'est plus le bienvenu au village de Charriba.
Blueberry, MacClure et Crowe quittent le village indien pour tenter de trouver Cochise. Souhaitant s'approvisionner en eau, tant pour eux que pour leurs bêtes, les trois hommes décident de faire un arrêt à Armendariz, une petite ville du Nouveau-Mexique. MacClure y est envoyé en mission, les deux autres craignant pour leur vie.
MacClure, incapable de résister à l'appel de l'alcool, fait un tour au saloon du village. Il y rencontre Finlay, un jayhawker, qui exige à la pointe d'un revolver de jouer les chevaux de MacClure au poker. Ce dernier perd ses chevaux un à la fois, car Finlay est un tricheur. Doutant de quelque chose, Crowe et Blueberry retrouvent MacClure au saloon.
Blueberry décide de jouer au poker contre Finlay, malgré les supplications de Crowe de quitter l'endroit, car « ça pue la trahison et le guet-apens ». Après quelques parties, Blueberry récupère les chevaux. Finlay, furieux, dégaine son revolver, mais Blueberry est plus rapide et le blesse à la main. Croyant en avoir fini, Blueberry quitte les lieux, mais un groupe de jayhawkers, alertés par le tenancier du saloon, intervient : Blueberry et ses compagnons se retrouvent sans chevaux.

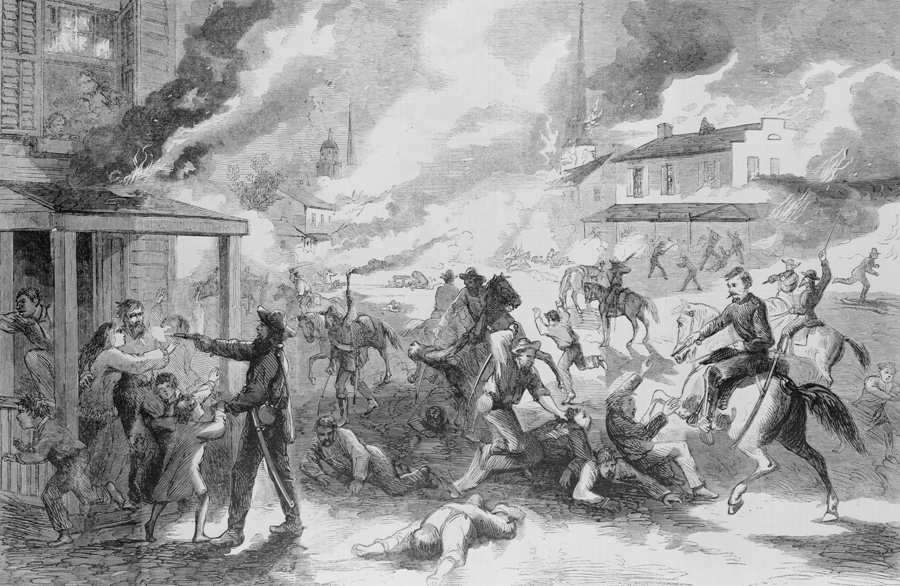
Une gravure montrant une scène fictive : pendant le massacre de Lawrence au Kansas, le 21 août 1863, des jayhawkers dévalisent et tuent des citoyens. Dessin publié le 5 septembre 1863.

Alors que les jayhawkers détalent, la cavalerie mexicaine, alertée par Quanah, arrête les trois hommes et le gouverneur condamne Blueberry à la pendaison sur-le-champ pour espionnage. Crowe, avec l'aide de Blueberry et de MacClure, parvient à s'enfuir. Le gouverneur, pour se venger, condamnent les deux captifs à la pendaison. Blueberry proteste, affirmant qu'il a le droit d'être jugé. Le gouverneur réplique : « J'ai "tous" les droits !.. Y compris celui de faire livrer aux Apaches les tonnes d'armes et de poudre entreposées à la mine de San-Feliu !...»
Crowe convainc les jayhawkers de retourner à Armendariz pour délivrer Blueberry. Ceux-ci attaquent la cavalerie tout en libérant Blueberry et MacClure. Blueberry jure d'obtenir l'amnistie des jayhawkers, mais Finlay lui réplique qu'il a sauvé Blueberry pour protéger le Texas.

## Personnages principaux
- Blueberry : lieutenant de cavalerie stationné à Camp Bowie. Il est prêt à tout pour prévenir une guerre avec les Apaches.
- Quanah "N'à-qu'un-œil" : guerrier apache souhaitant ardemment la guerre avec les Blancs. C'est un ennemi juré de Blueberry.
- Jimmy Mac Clure : prospecteur[34], aventurier et buveur invétéré[35]. Il devient l'un des compagnons d'aventure les plus fidèles de Blueberry.
- Crowe : Lieutenant de cavalerie métis, prêt à tout pour empêcher une guerre avec les Apaches.
- Général Crook : général de l'armée américaine. Il est chargé de mener la guerre contre les Apaches révoltés.
- Graig : lieutenant de cavalerie, ancien compagnon d'arme de Blueberry (il apparait dès le premier album de la série).
- Finlay : ex-officier de l'armée confédérée réfugié au Mexique ; lui et son équipe réapparaissent dès l'album Chihuahua Pearl.

## Anecdotes
- Il est à noter que les planches 17 à 38 (pages 19 à 40) sont l'œuvre de Jijé, qui prend au pied levé le relève de son ancien élève Jean Giraud, parti pour un long séjour aux Etats-Unis et au Mexique.
- Le personnage de McClure, qui deviendra l'un des compagnons d'aventure inséparables de Blueberry, apparait pour la première fois dans cet album. Il apparaît à la planche 13 sous le nom de Mac Guire, puis il est nommé Mac Clure à partir de la planche 17 (avec espace entre Mac et Clure). Dans les albums suivants, son nom s'écrira McClure.

## Éditions
- Le Cavalier perdu, 1968, Dargaud, 48 p. 
  - Ré-édition en avril 1994.  (ISBN 2-205-04332-3) (nouvelle mise en couleur par Claudine Blanc-Dumont[1]).